# Округ Монро (Ајова)
Округ Монро (енгл. Monroe County) је округ у америчкој савезној држави Ајова.

## Демографија
По попису из 2010. године број становника је 7.970, што је 46 (-0,6%) становника мање 2000. године.
| Група             | 2000.         | 2010.         |
| Белци             | 7.864 (98,1%) | 7.677 (96,3%) |
| Афроамериканци    | 16 (0,2%)     | 22 (0,3%)     |
| Азијати           | 32 (0,4%)     | 31 (0,4%)     |
| Хиспаноамериканци | 40 (0,5%)     | 169 (2,1%)    |
| Укупно            | 8.016         | 7.970         |